# Gata de Gorgos
Gata de Gorgos és una població i municipi de la comarca de la Marina Alta, al País Valencià.

## Símbols

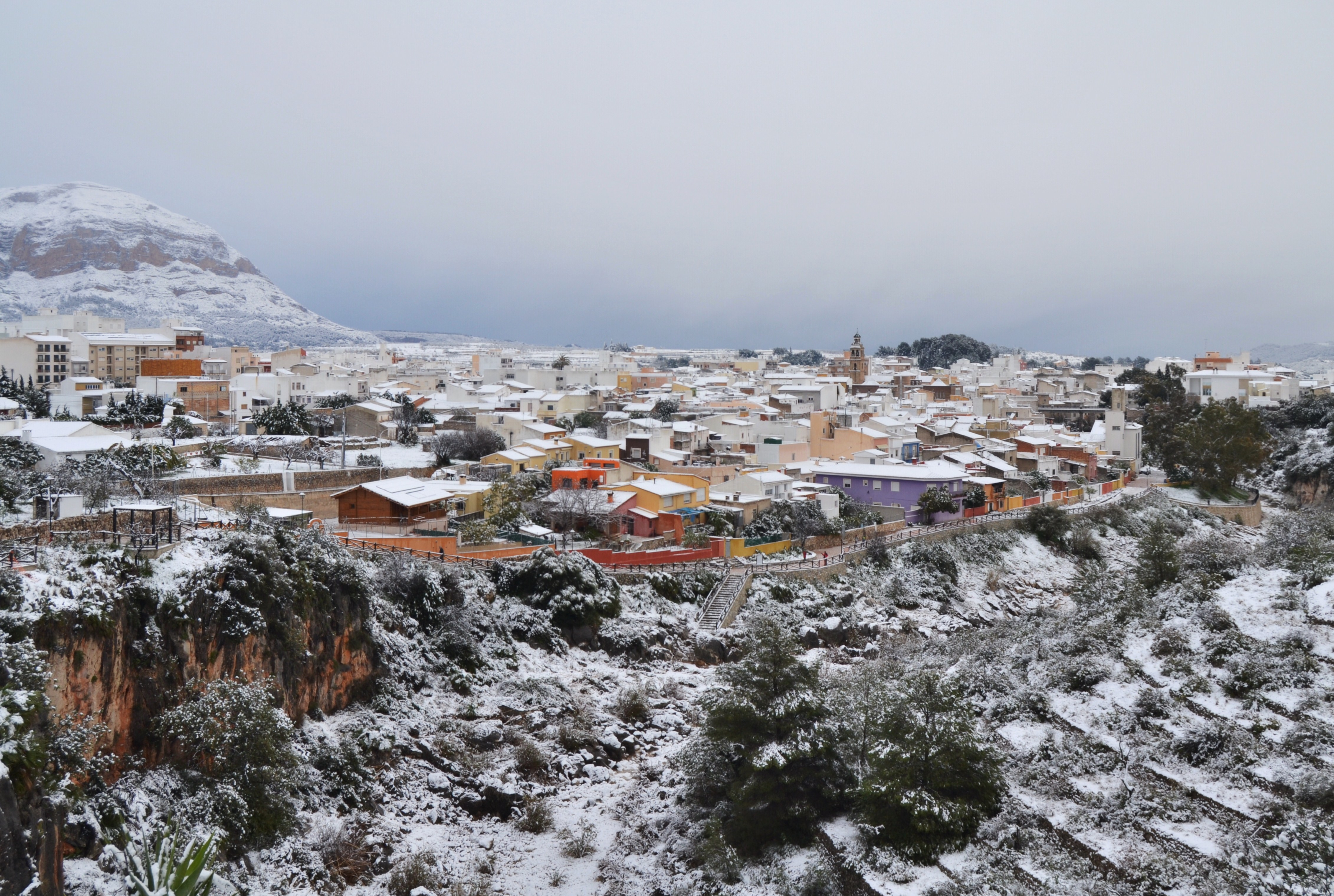
Nevada a Gata de Gorgos

L'escut oficial té el següent blasonament:
| « | Escut quadrilong de punta redona. En camp d'atzur, un sol d'or. Al tot, bordura d'or. Al timbre, corona reial oberta. | » |

L'Ajuntament utilitza en la representació del seu escut una filiera en comptes d'una bordura. La bordura té una amplària d'una sisena part de l'amplària de l'escut. La filiera té una amplària reduïda un terç respecte de la bordura.
L'escut s'aprovà per Resolució de 14 de novembre de 2008, del vicepresident primer i conseller de Presidència, publicada al DOCV núm. 5.903, de 28 de novembre de 2008. El sol és l'element tradicionalment identificador de Gata de Gorgos en els últims temps.

## Història
Tot i que alguns defensen que el topònim és de procedència àrab, pareix demostrat que prové dels romans, que l'anomenaven Gata sole vestinus, quelcom així com "Gata, closca bella". L'antiguitat es remunta al 1023, quan era una alqueria àrab dependent del rei de Dénia. Després de ser ocupada pels cristians en 1250, Jaume I va concedir el senyoriu a Gaspar d'Híjar o d'Íxer. En temps de Carles I es decretà l'any 1526 la validesa dels baptismes forçosos dels moros realitzats anys abans pels agermanats, la qual cosa avalotà la població que, junt amb els moriscos de Pedreguer i Xaló, va protagonitzar una revolta. En 1534 pertanyia al comte de Carlet i l'Alcúdia. En 1535 la parròquia es va independitzar de la de Dénia; constituí un important nucli de moriscos englobat, juntament amb altres poblacions, en el d'Ondara, de manera que en el moment de l'expulsió (1609) es comptabilitzaven a la zona, un total de 160 famílies de moriscos, 150 al nucli de Gata, segons el Cens de Caracena. L'any 1645, Jerònima d'Híjar o d'Íxer, atorgà terres als habitants del poble mitjançant el pagament de diversos tributs. A finals del segle xviii el senyoriu passà a ser propietat del marquès d'Almodóvar, després duc d'Almodóvar -la família la qual va bastir l'església- i, finalment, pertangué als dominis del marquès de Cerdanyola.

## Demografia i economia
El gentilici amb què són coneguts els habitants de Gata de Gorgos és gaters.
A Gata es cultiva vinya, olivera i ametla, també hi ha horta i fruiters, però la font de riquesa tradicional és l'artesania del vímet, la palma, el margalló i, en menor mida, la fibra d'espart. S'hi fabriquen cabassos, espardenyes, cistelles, mobles, etc., que es venen arreu del poble. El comerç es veu reforçat per la proximitat dels nuclis turístics de la Costa Blanca, que ha fet prosperar també el sector serveis. També hi ha dos fàbriques de guitarres, que es poden visitar per a conéixer el seu procés de fabricació.

## Geografia
El terme té una extensió de 20,3 km² i està regat pel riu Gorgos, que li dona cognom al poble, com a paratges dignes d'esment podem parlar de la Font de la Mata, antic assentament musulmà; la del Riu o la del Raval. A més hi ha el monumental arbre del paratge de la Rana.
El terme municipal de Gata limita amb els següents:
| Pedreguer | Dénia            | Dénia   |
| Pedreguer | Gata de Gorgos   | Dénia   |
| Llíber    | Senija i Benissa | Teulada |

## Edificis i llocs d'interès

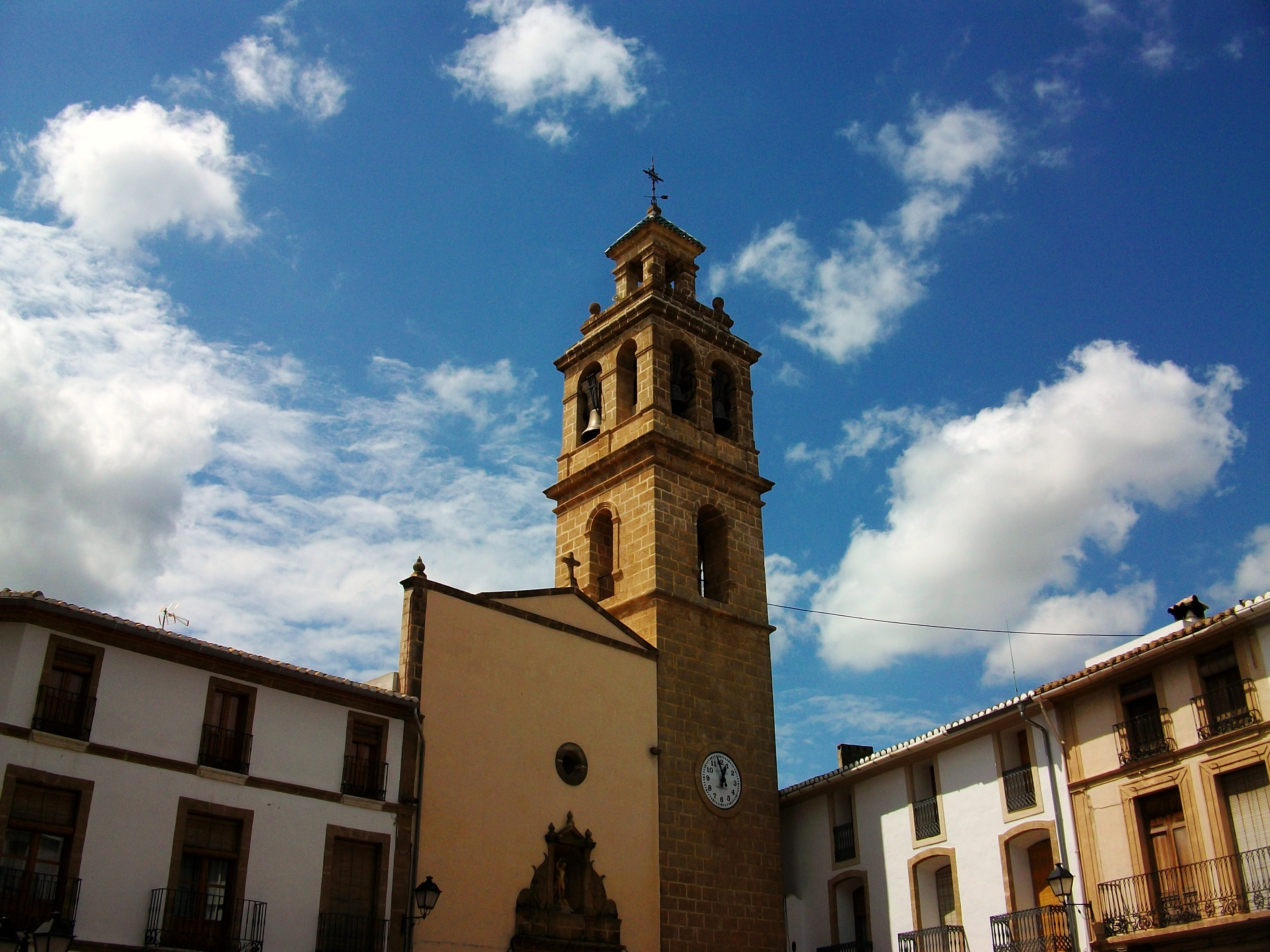
Església de Sant Miquel Arcàngel

El poble conserva la fesomia típica dels poblets de la Marina amb les cases encalcinades (vegeu arquitectura de la Marina); els llocs d'obligada visita són:
- Església de Sant Miquel Arcàngel de Gata de Gorgos. Segle XVII, reformada en el xx.
- Ermita del Santíssim Crist del Calvari.
- Museu Arqueològic Municipal.
- Arreu del terme hi ha un bon nombre de riuraus, edificacions pròpies de la Marina dissenyades per a l'assecada de la pansa.
- Paratge de la Font de la Mata.
- Paratge de "La Rana", on es troba l'antic llavador del poble.
- Parc de la Font del Riu, a la vora del riu Gorgos i amb escultures contemporànies.

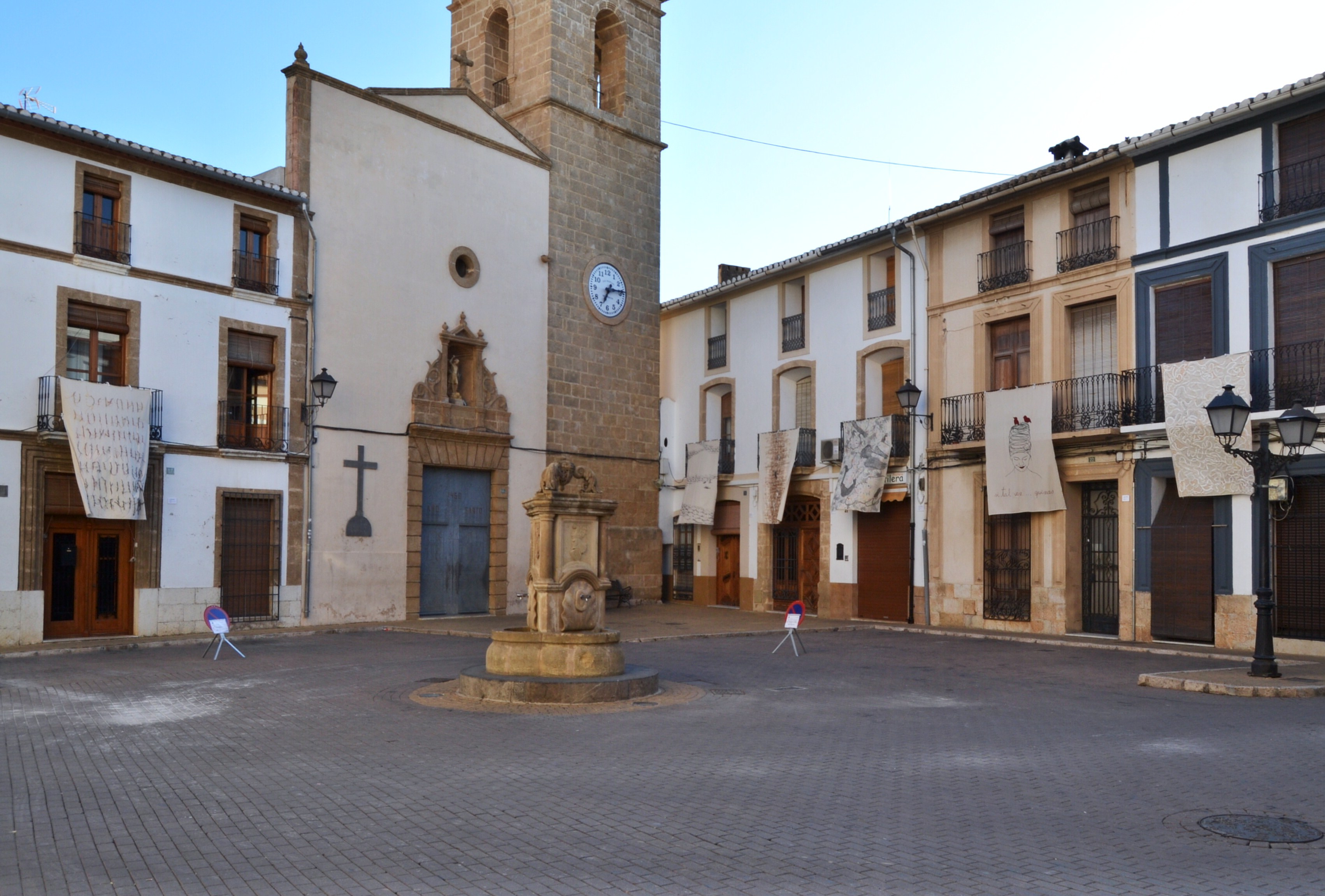
Art al vent a Gata de Gorgos

- Art al vent a Gata de GorgosBiblioteca Pública Municipal "Carme Miquel".

## Gastronomia
Els arrossos, la carn i el peix donen plats com ara coques de tomaca, coques de ceba i escaldades, bull amb tomaca, sang amb ceba, faves sacsades, xones (caragols), arròs al forn o amb crosta o amb fesols i nap o amb bajoques i conill. Un dels principals cultius de Gata és el raïm moscatell de la qual s'obté la mistela i la coneguda pansa de la Marina, durant molt de temps un dels motors econòmics de la comarca.

## Política i govern

### Composició de la Corporació Municipal
El Ple de l'Ajuntament està format per 13 regidors. En les eleccions municipals de 26 de maig de 2019 foren elegits 6 regidors del Partit Popular (PP), 4 de Compromís per Gata (Compromís) i 3 del Partit Socialista del País Valencià (PSPV-PSOE).
| Eleccions municipals de 26 de maig de 2019 - Gata de Gorgos                                                                                     |                                          |                                     |                                     |        |          |          |
| Candidatura | Candidatura                              | Candidatura                         | Cap de llista                       | Vots   | Vots     | Regidors |
| | Partit Popular                           |                                     | Teresa Signes Costa                 | 1.141  | 38,85%   | 6 (+1)   |
| | Compromís per Gata                       |                                     | Josep Francesc Signes Costa         | 840    | 28,60%   | 4 ()     |
| | Partit Socialista del País Valencià-PSOE |                                     | Antonio José Signes Costa           | 716    | 24,38%   | 3 (+1)   |
| | Altres candidatures                      |                                     |                                     | 212    | 7,22%    | 0 ( -2)  |
| | Vots en blanc                            |                                     |                                     | 28     | 0,95%    |          |
| Total vots vàlids i regidors | Total vots vàlids i regidors             | Total vots vàlids i regidors        | Total vots vàlids i regidors        | 2.937  | 100 %    | 13       |
| | Vots nuls                                | Vots nuls                           | Vots nuls                           | 30     | 1,02%    |          |
| Participació (vots vàlids més nuls) | Participació (vots vàlids més nuls)      | Participació (vots vàlids més nuls) | Participació (vots vàlids més nuls) | 2.967  | 69,63%** |          |
| Abstenció | Abstenció                                | Abstenció                           | Abstenció                           | 1.294* | 30,37%** |          |
| Total cens electoral | Total cens electoral                     | Total cens electoral                | Total cens electoral                | 4.261* | 100 %**  |          |
| Alcalde: Josep Francesc Signes Costa (Compromís) (15/06/2019) Per majoria absoluta dels vots dels regidors (7 vots: 4 de Compromís i 3 de PSPV) |                                          |                                     |                                     |        |          |          |
| Fonts: JEC, JEZ Dénia, M. Interior, Periòdic Ara. (* No són vots sinó electors. ** Percentatge respecte del cens electoral.)                    |                                          |                                     |                                     |        |          |          |

### Alcaldes
Des de 2019 l'alcalde de Gata és Josep Signes Costa de Compromís per Gata.
| Període                       | Alcalde o alcaldessa                                | Partit polític | Data de possessió     | Observacions        |
| ----------------------------- | --------------------------------------------------- | -------------- | --------------------- | ------------------- |
| 1979–1983                     | Juan Bautista Pons Leyda Eduardo Adolfo Mulet Salvá | CD AP          | 19/04/1979 1980       | Decés --            |
| 1983–1987                     | Eduardo Adolfo Mulet Salvá                          | AP-PDP-UL-UV   | 28/05/1983            | --                  |
| 1987–1991                     | Eduardo Adolfo Mulet Salvá                          | AP             | 30/06/1987            | --                  |
| 1991–1995                     | Vicente Font Leyda                                  | PSPV-PSOE      | 15/06/1991            | --                  |
| 1995–1999                     | Vicente Font Leyda Gabriel Feliu Pedro              | PSPV-PSOE PP   | 17/06/1995 13/10/1997 | Moció de censura -- |
| 1999–2003                     | Gabriel Feliu Pedro                                 | PP             | 03/07/1999            | --                  |
| 2003–2007                     | José Diego Mulet                                    | PSPV-PSOE      | 14/06/2003            | --                  |
| 2007–2011                     | Ana María Soler Oliver                              | PP             | 16/06/2007            | --                  |
| 2011–2015                     | Ana María Soler Oliver Maite Signes Caselles        | PP             | 11/06/2011 07/04/2014 | Dimissió --         |
| 2015–2019                     | Magda Mengual Morata                                | Compromís      | 13/06/2015            | --                  |
| 2019-2023                     | Josep Signes Costa                                  | Compromís      | 15/06/2019            | --                  |
| Des de 2023                   | n/d                                                 | n/d            | 17/06/2023            | --                  |
| Fonts: Generalitat Valenciana |                                                     |                |                       |                     |

## Esports
Gata de Gorgos compta amb un trinquet, el qual rep el nom de Xiquet de Gata en homenatge al pilotari Gabriel Mulet, el Xiquet de Gata.

## Festes i tradicions

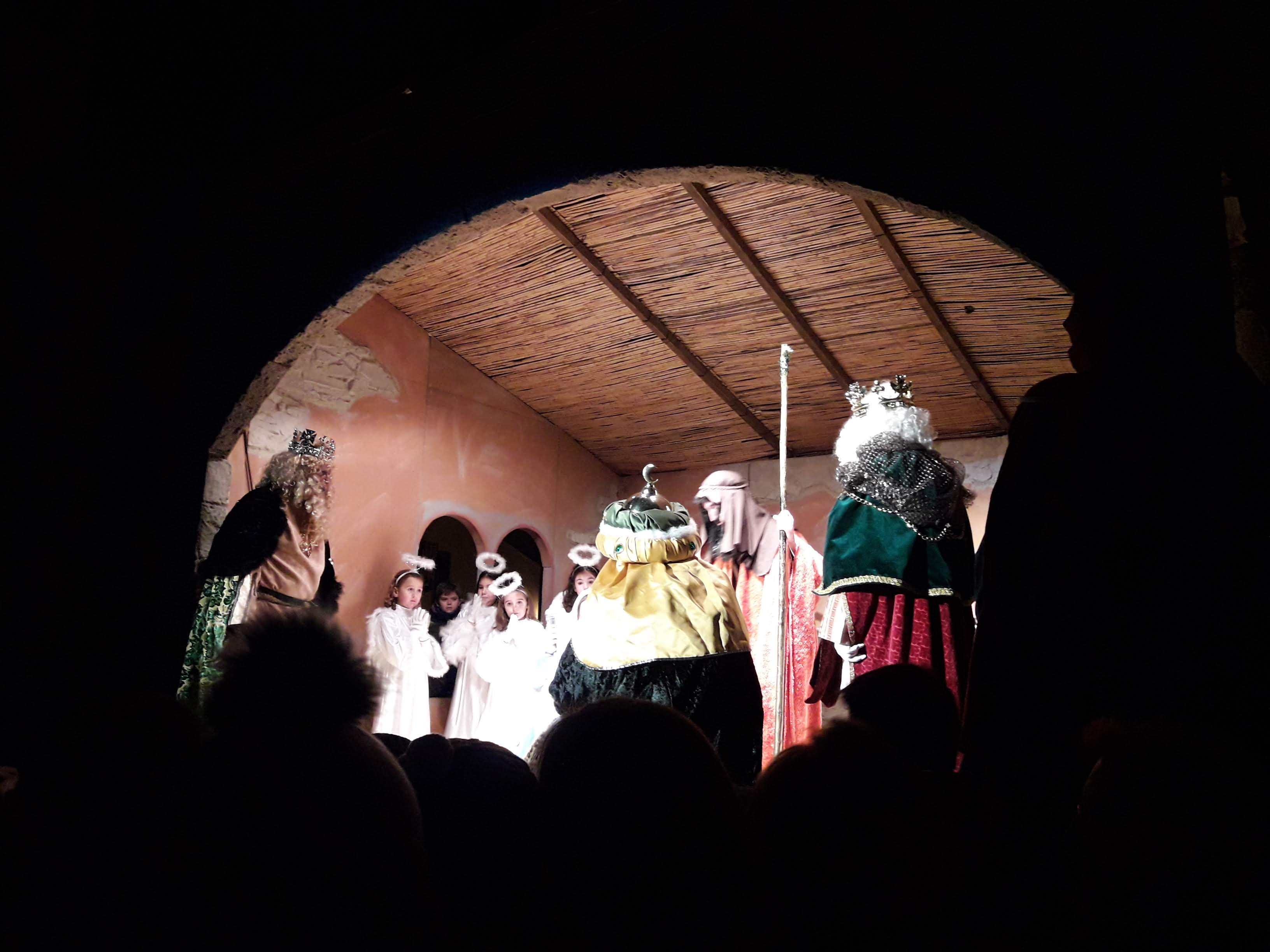
Misteri Reis a Gata de Gorgos.

- Festes patronals dedicades al Santíssim Crist del Calvari, del 28 de juliol al 6 d'agost. En les quasi dues setmanes que duren les festes, Gata acull visitants de tot arreu que venen a fruir de la festa. Són típics els casals, també coneguts com a càbiles: locals on les quadrilles es reunixen durant les festes; entre els quals destaca el casal dels quintos (els jóvens que han fet 18 anys).

- Festes dedicades a Sant Miquel
- Festes de la Font del Riu
- Festes de la Raval (al voltant del 17 de gener) per Sant Antoni
- Misteri dels Reis Mags de Gata de Gorgos, el 5 de gener. Declarat Festa d'Interés Turístic Local de la Comunitat Valenciana el 16 de desembre de 2014,[11] Festa d'Interés Turístic Provincial de la Comunitat Valenciana el 30 d'abril de 2015[12] i Festa d'Interés Turístic Autonòmic de la Comunitat Valenciana el 2 de juny de 2022.